# Irrancidimento
L'irrancidimento consiste in una serie di reazioni di idrolisi e/o ossidazione che riguardano gli acidi grassi o altri lipidi presenti negli alimenti. Le modificazioni chimiche avvengono tramite meccanismo radicalico che implica l'azione prolungata dell'ossigeno.

## Origine dell'irrancidimento
L'idrolisi scinde le catene di acidi grassi dallo scheletro di glicerolo. Questi acidi grassi liberi possono andare incontro ad un'ulteriore auto-ossidazione, attraverso un processo mediato da radicali liberi. Questo processo può dare luogo a molecole molto reattive chimicamente (radicali liberi a loro volta) che possono generare quegli odori e sapori alterati e fastidiosi comunemente associati ai cibi ed agli olii definiti irranciditi. Il deterioramento qualitativo del cibo viene provocato dalla produzione di acidi grassi a catena più corta, quali l'acido propionico e l'acido butirrico, che conferiscono odore e gusto molto sgradevoli. Questi processi chimici possono anche distruggere i nutrienti contenuti negli alimenti. Sotto determinate condizioni, l'irrancidimento e la distruzione di vitamine, ad esempio, può avvenire molto rapidamente.

## Prevenzione dell'irrancidimento
Gli antiossidanti sono spesso aggiunti a cibi che contengano in prevalenza grassi, per ritardare lo sviluppo dell'irrancidimento che si avvia in presenza di ossigeno. Tra gli antiossidanti naturali si enumerano i flavonoidi, i polifenoli, l'acido ascorbico (vitamina C) e i tocoferoli (vitamina E). Gli antiossidanti di sintesi includono il butilidrossianisolo (BHA), il butilidrossitoluene (BHT) e l'etossichina. Gli antiossidanti di origine naturale hanno una vita breve, pertanto nei cibi a lunga e lunghissima conservazione si predilige l'uso di antiossidanti sintetici.
I flavonoidi contenuti nel propoli reagiscono con i radicali liberi, impedendo l'alterazione dei fosfolipidi di membrana e proteggendo gli acidi grassi insaturi mediante il blocco della perossidasi.
Gli antiossidanti a base acquosa sono poco efficaci nel prevenire l'ossidazione all'interno dei grassi, in quanto non sono in grado di diffondere in un ambiente a base lipidica, ma funzionano bene per intercettare la formazione di radicali liberi che viaggino all'interno delle parti acquose dei cibi. Una combinazione di antiossidanti idrosolubili e liposolubili è l'ideale, solitamente nelle stesse proporzioni di acqua e grasso di cui sono composti i cibi stessi.
Inoltre, la rancidificazione può essere bloccata (ma non del tutto eliminata) conservando grassi e oli in ambienti freschi, con scarsa esposizione all'ossigeno e ai radicali liberi, e lontano dalla luce diretta. Luce e calore deformano la struttura dei grassi, e accelerano la loro reazione con l'ossigeno.

## Irrancidimento nell'industria casearia
Non sempre però le trasformazioni implicate nel processo di irrancidimento hanno accezione negativa: in alcuni formaggi questi fenomeni sono indispensabili per la determinazione dell'aroma caratteristico del prodotto. Per esempio l'irrancidimento idrolitico caratterizza il formaggio con la classica sensazione piccante mentre l'irrancidimento chetonico determina l'aroma dei formaggi erborinati, come il gorgonzola,  attraverso la formazione di metilchetoni in seguito ad ossidazione e successiva decarbossilazione.